# Kombinacja norweska na Zimowych Igrzyskach Olimpijskich 2014 – drużynowo
Konkurs drużynowy kombinacji norweskiej podczas Zimowych Igrzysk Olimpijskich 2014 odbył się 20 lutego. Zawodnicy rywalizowali na skoczni Russkije Gorki w Krasnaja Polana, a biegi odbywały się w kompleksie Łaura.
Mistrzami olimpijskimi została reprezentacja Norwegii, która rywalizowała w składzie: Magnus Moan, Magnus Krog, Jørgen Gråbak oraz Håvard Klemetsen. Drugie miejsce zajęli Niemcy: Fabian Rießle, Björn Kircheisen, Johannes Rydzek i Eric Frenzel. Na trzecim miejscu uplasował się zespół Austrii: Lukas Klapfer, Christoph Bieler, Mario Stecher oraz Bernhard Gruber.

## Terminarz
| Data      | Konkurencja       | Godzina rozpoczęcia | Godzina rozpoczęcia |
| Data      | Konkurencja       | Czas CET            | Czas lokalny        |
| --------- | ----------------- | ------------------- | ------------------- |
| 20 lutego | skoki narciarskie | 09:00               | 12:00               |
| 20 lutego | biegi narciarskie | 12:00               | 15:00               |

## Wyniki

### Skoki narciarskie
| Pozycja | Nr | Reprezentacja     | Zawodnicy                                                            | Odległość zawodnika     | Punkty zawodnika        | Punkty drużyny | Strata czasowa |
| ------- | -- | ----------------- | -------------------------------------------------------------------- | ----------------------- | ----------------------- | -------------- | -------------- |
| 1.      | 9  | Niemcy            | Fabian Rießle Björn Kircheisen Johannes Rydzek Eric Frenzel          | 126,5 131,0 130,0 129,0 | 117,0 120,8 121,9 122,0 | 481,7          | –              |
| 2.      | 8  | Austria           | Lukas Klapfer Christoph Bieler Mario Stecher Bernhard Gruber         | 126,0 133,0 132,5 122,0 | 114,8 126,7 125,3 109,5 | 476,3          | +0:07          |
| 3.      | 10 | Norwegia          | Magnus Moan Magnus Krog Jørgen Gråbak Håvard Klemetsen               | 125,5 124,5 123,0 137,5 | 114,8 107,4 110,4 130,2 | 462,8          | +0:25          |
| 4.      | 7  | Francja           | Maxime Laheurte Sébastien Lacroix François Braud Jason Lamy Chappuis | 121,5 130,0 129,5       | 106,3 108,4 120,0 120,5 | 455,2          | +0:35          |
| 5.      | 2  | Czechy            | Tomáš Portyk Tomáš Slavík Miroslav Dvořák Pavel Churavý              | 124,0 119,5 124,0 125,5 | 113,9 104,2 111,9 110,0 | 440,0          | +0:56          |
| 6.      | 6  | Japonia           | Akito Watabe Yūsuke Minato Hideaki Nagai Yoshito Watabe              | 128,0 110,5 123,5 126,0 | 120,9 90,2 108,2 114,0  | 433,3          | +1:05          |
| 7.      | 1  | Rosja             | Ernest Jahin Nijaz Nabejew Iwan Panin Jewgienij Klimow               | 116,5 121,0 118,5 130,5 | 96,0 105,0 101,5 123,7  | 426,2          | +1:14          |
| 8.      | 5  | Stany Zjednoczone | Todd Lodwick Taylor Fletcher Bill Demong Bryan Fletcher              | 116,5 112,5 121,5 115,0 | 99,9 92,5 108,0 97,2    | 397,6          | +1:52          |
| 9.      | 4  | Włochy            | Armin Bauer Lukas Runggaldier Samuel Costa Alessandro Pittin         | 112,0 110,5 120,0 116,5 | 88,7 106,3 100,2        | 383,9          | +2:10          |
| 10 !    | 3  | Finlandia         | Janne Ryynänen Mikke Leinonen Eetu Vähäsöyrinki Ilkka Herola         | DNS                     | DNS                     | DNS            | DNS            |

### Wyniki końcowe
| Pozycja | Nr | Reprezentacja     | Zawodnicy                                                            | Strata początkowa | Bieg                            | Bieg         | Bieg            | Strata  |
| Pozycja | Nr | Reprezentacja     | Zawodnicy                                                            | Strata początkowa | Czas zawodnika                  | Czas drużyny | Miejsce drużyny | Strata  |
| ------- | -- | ----------------- | -------------------------------------------------------------------- | ----------------- | ------------------------------- | ------------ | --------------- | ------- |
| 1.      | 3  | Norwegia          | Magnus Moan Magnus Krog Jørgen Gråbak Håvard Klemetsen               | +0:25             | 11:22,9 11:45,8 11:42,6 11:57,2 | 46:48,5      | 1.              | –       |
| 2.      | 1  | Niemcy            | Fabian Rießle Björn Kircheisen Johannes Rydzek Eric Frenzel          | –                 | 11:48,2 11:45,9 11:42,6 11:57,1 | 47:13,8      | 3.              | +0,3    |
| 3.      | 2  | Austria           | Lukas Klapfer Christoph Bieler Mario Stecher Bernhard Gruber         | +0:07             | 11:40,5 11:47,1 11:43,4 11:58,9 | 47:09,9      | 2.              | +3,4    |
| 4.      | 4  | Francja           | Maxime Laheurte Sébastien Lacroix François Braud Jason Lamy Chappuis | +0:35             | 11:42,2 11:53,6 12:23,3 11:52,2 | 47:51,3      | 6.              | +1:12,8 |
| 5.      | 6  | Japonia           | Akito Watabe Yūsuke Minato Hideaki Nagai Yoshito Watabe              | +1:05             | 12:00,5 11:37,4 12:14,3 11:33,4 | 47:25,6      | 4.              | +1:17,1 |
| 6.      | 8  | Stany Zjednoczone | Todd Lodwick Taylor Fletcher Bill Demong Bryan Fletcher              | +1:52             | 11:52,6 12:37,2 11:38,9 11:34,4 | 47:43,1      | 5.              | +2:21,6 |
| 7.      | 5  | Czechy            | Tomáš Portyk Tomáš Slavík Miroslav Dvořák Pavel Churavý              | +0:56             | 12:15,0 12:19,3 11:56,2 12:09,6 | 48:40,1      | 8.              | +2:22,6 |
| 8.      | 9  | Włochy            | Armin Bauer Lukas Runggaldier Samuel Costa Alessandro Pittin         | +2:10             | 12:06,0 11:44,1 12:00,9 12:03,7 | 47:54,7      | 7.              | +2:51,2 |
| 9.      | 7  | Rosja             | Ernest Jahin Nijaz Nabejew Iwan Panin Jewgienij Klimow               | +1:14             | 13:02,8 12:47,8 12:38,3 13:06,9 | 51:35,8      | 9.              | +5:36,3 |